# Theorievergleich
Ein Theorievergleich (auch: Theorienvergleich) ist der Vergleich von zwei oder mehr Theorien, insbesondere  hinsichtlich ihrer Beschreibungs- und Erklärungskraft.
Da der Untersuchungsgegenstand aus Theorien besteht, trifft ein Theorievergleich metatheoretische Aussagen.

## Ziele
Der Theorievergleich soll als generelles Ziel Relationen zwischen den verglichenen Theorien aufdecken.
Mit welcher speziellen Absicht dies erfolgt, kann sehr verschieden sein. Das Spektrum ist weit: während es dem Kritischen Rationalismus zufolge darum geht, ungeeignete Theorien auszusondern, sind nach Thomas S. Kuhn Theorien, wenn sie nicht denselben Paradigmen folgen, inkommensurabel, also unvergleichbar.
Der Theorievergleich kann Ideen liefern, um den eigenen theoretischen Ansatz zu verbessern oder auszubauen.
Häufig ist es Ziel von Theorievergleichen, die „Theorielandschaft“ besser zu beschreiben, also den scheinbaren Theoriepluralismus abzubauen, implizite Traditionen von Theorien aufzudecken, d. h. Theorien nach Ähnlichkeit zu Gruppen zu sortieren.
Ein mögliches Ziel ist es auch, Theorien in ergänzender Absicht zu vergleichen, d. h. sich nicht gegenseitig ausschließende Theorien oder Theoriebestandteile (Theoreme, Hypothesen) zu einer umfassenderen, besseren Theorie zu kombinieren.

## Auswahl von Theorien
Da aus praktischen Gründen oft nur wenige Theorien verglichen werden können, muss über die Auswahl entschieden werden. Diese Entscheidung ist wichtig, da die Theorien, die nicht ausgewählt werden, tendenziell von der weiteren Diskussion und damit aus dem Wettbewerb mit anderen Theorien ausgeschlossen werden. Die Auswahl der Theorien ist stark zielabhängig.
Für Vertreter der Inkommensurabilitätsthese, die ja annehmen, dass Theorien unterschiedlicher Paradigmen unvergleichbar sind, scheint die Auswahl stark eingeschränkt. Es ist aber darauf hingewiesen worden, dass man auch inkommensurable Theorien vergleichen kann, denn selbst, wenn die Begriffe nicht ineinander übersetzbar sind, können trotzdem gleiche Beobachtungssituationen oder Experimente Grundlage eines Vergleiches sein.

## Bestimmung der Relation
Der Theorievergleich kann dazu dienen, die Relationen zwischen den verglichenen Theorien aufzudecken, also u. a. festzustellen, ob sich die Theorien komplementär, ersetzbar oder konkurrierend zueinander verhalten.

## Vergleichskriterien
Bei einem Vergleich werden Theorien beschrieben, beurteilt und manchmal erklärt. Die Beschreibung zeigt die verschiedenen Bestandteile der Theorie und die darin getroffenen Aussagen auf. Die Beurteilung benennt die Stärken und Schwächen der verglichenen Theorien; dabei wird vor allem die relative Beschreibungs- und Erklärungskraft von Theorien beurteilt. In Theorievergleichen wird auch versucht, die Entstehung der untersuchten Theorien zu erklären; hierfür wird häufig auf die Wissenssoziologie oder die Wissenschaftssoziologie zurückgegriffen.
Bei all diesen Schritten muss die vergleichende Person zwangsläufig von einem Maßstab ausgehen. Theorievergleiche können nicht von einer „neutralen“ Position aus vorgenommen werden, sondern stützen sich unvermeidlich auf einen bestimmten wissenschaftstheoretischen Standpunkt, der offengelegt werden muss.

## Typen des Vergleichs

### Impliziter und expliziter Vergleich
Bei einem impliziten Theorievergleich verzichtet man darauf, die Bestandteile der Theorien ausdrücklich („explizit“) formuliert gegenüberzustellen und auf eine Angabe der Regeln und Verfahrensweisen des Vergleichs. Damit ist ein impliziter Theorievergleich die einfachere Variante, die in der wissenschaftlichen Alltagsarbeit oft vorkommt.
Der explizite Theorievergleich vergleicht Theorien, deren Bestandteile ausdrücklich formuliert wurden (ggf. durch die vergleichende Person interpretiert), anhand bestimmter, ausdrücklich offengelegter Regeln. Diese wesentlich aufwändigere Variante kommt deutlich seltener vor.

### Logischer und empirischer Vergleich

#### Logischer Vergleich
Es gibt unterschiedliche Verständnisse dessen, was ein logischer (oder analytischer) Vergleich beinhaltet.
Beim logischen Vergleich bzw. Prüfung im engeren Sinne geht es um die Herausarbeitung der relativen logischen Qualität der verglichenen Theorien, jeder der beiden Theorien wird also auf ihre wissenschaftliche Qualität (z. B. auf die Widerspruchsfreiheit, Grad der Einfachheit, Kohärenz) geprüft und anschließend die Ergebnisse einander gegenübergestellt.
Der logische Theorievergleich im weiteren Sinne bezieht auch die Ziele und Erkenntnisinteressen, die Grundannahmen und Werte, den Zuschnitt des Untersuchungsgegenstands, die Grundbegriffe, die Art ihrer Aussagen, den Erklärungsanspruch und die Erklärungsstrategie, die Messkonzepte, die Reichweite, der Allgemeinheitsgrad und die Denkstile ein.

#### Empirischer Vergleich
Der empirische Vergleich von Theorien bezieht darüber hinaus empirische Daten ein und prüft, welche Theorie besser mit den empirischen Daten übereinstimmt. Abhängig vom Verhältnis der Theorien zueinander ist die Herausarbeitung ihrer relativen empirischen Qualität möglich.
Hierbei sind unterschiedlich aufwendige Formen möglich, die kombinierbar sind. So können
die von den Theorien selbst angebotenen, empirischen Belege auf Übereinstimmung mit ihren Aussagen geprüft werden. Es können auch empirische Belege aus anderen Quellen herangezogen werden (Sekundäranalysen) oder selbst empirische Daten gewonnen werden.

### Dialogischer Vergleich
Wenn Theorien verglichen werden, besteht immer die Gefahr, dass eine der Theorien bevorzugt wird und den Vergleichsmaßstab bildet. Um diesem Problem zu entgehen, sind dialogische Formen des Vergleichs diskutiert worden.

## Umgang mit den Ergebnissen des Theorienvergleichs
Je nach Typ der ermittelten Beziehung kann mit den Theorien unterschiedlich verfahren werden, man kann sie verwerfen oder annehmen, präzisieren, verändern, also Teilaussagen umformulieren oder ergänzen, oder zu neuen Theorien kombinieren.
Bei der Integration von Theorien sollten tatsächlich Anknüpfungspunkte zwischen den Theorien bestehen. Der theoretische Stellenwert der zusammengefügten Variablen sollte geklärt sein.
Bei der Verbindung von Theorien sind verschiedene Formen denkbar. Liska unterscheidet folgende Idealtypen:
- „up-and-down or deductive integration“: wenn eine Theorie B in einer anderen A aufgeht, da A allgemeinere Konzepte und Begriffe anbietet. – Die klassische Form der Integration. In den Naturwissenschaften ist diese Form häufig, in den Sozialwissenschaften schwer zu erreichen;
- „side-by-side or horizontal integration“: die Theorien stehen nebeneinander, erklären unterschiedliche Gegenstandsbereiche, überlappen sich manchmal. – Die einfachste Form von Integration;
- „end-to-end or sequential integration“: eine so enge Verbindung von Theorien, dass zuvor unabhängige Variable mancher der alten Theorien nun zu abhängigen oder intervenierenden Variablen der neuen, integrierten Theorie werden.